# Campeonato Mundial de Voo de Esqui
O Campeonato Mundial de Voo de Esqui é um evento de voo de esqui organizado pela Federação Internacional de Esqui (FIS). O campeonato é realizado atualmente a cada dois anos nos anos pares.

## Edições
| #            | Ano  | Sede            |
| ------------ | ---- | --------------- |
| 1            | 1972 | Planica         |
| 2            | 1973 | Oberstdorf      |
| 3            | 1975 | Bad Mitterndorf |
| 4            | 1977 | Vikersund       |
| 5            | 1979 | Planica         |
| 6            | 1981 | Oberstdorf      |
| 7            | 1983 | Harrachov       |
| 8            | 1985 | Planica         |
| 9            | 1986 | Bad Mitterndorf |
| 10           | 1988 | Oberstdorf      |
| 11           | 1990 | Vikersund       |
| 12           | 1992 | Harrachov       |
| 13           | 1994 | Planica         |
| 14           | 1996 | Bad Mitterndorf |
| 15           | 1998 | Oberstdorf      |
| 16           | 2000 | Vikersund       |
| 17           | 2002 | Harrachov       |
| 18           | 2004 | Planica         |
| 19           | 2006 | Bad Mitterndorf |
| 20           | 2008 | Oberstdorf      |
| 21           | 2010 | Planica         |
| 22           | 2012 | Vikersund       |
| 23           | 2014 | Harrachov       |
| Referências: |      |                 |